# Vanglória
Vanglória é um distrito do município brasileiro de Pederneiras, no interior do estado de São Paulo.

## História

### Origem
O povoado de Santa Isabel, que deu origem ao distrito de Vanglória, surgiu em 1917, e sua primeira capela foi construída em terreno doado por Teófilo Fernandes da Silva, que participando de uma comissão com Antônio Gomes Coimbra, João de Oliveira Souza, Laurindo de Oliveira Barreto, Júlio Jorge de Morais, José dos Santos, Amadeu Furlani, Pascoal Pompício e Antônio Cândido Fonseca, conseguiram junto a Mitra Diocesana o reconhecimento da povoação.
Com o reconhecimento da povoação, foram surgindo ruas, casas, vendas e uma praça, e a população foi crescendo em volta da capela já construída. No local, chegaram imigrantes italianos para trabalhar na lavoura, sobretudo no cultivo do café. Um dos primeiros imigrantes a se estabelecer no local foi Vitório Minetto, natural de Veneza, que chegou em 1917.

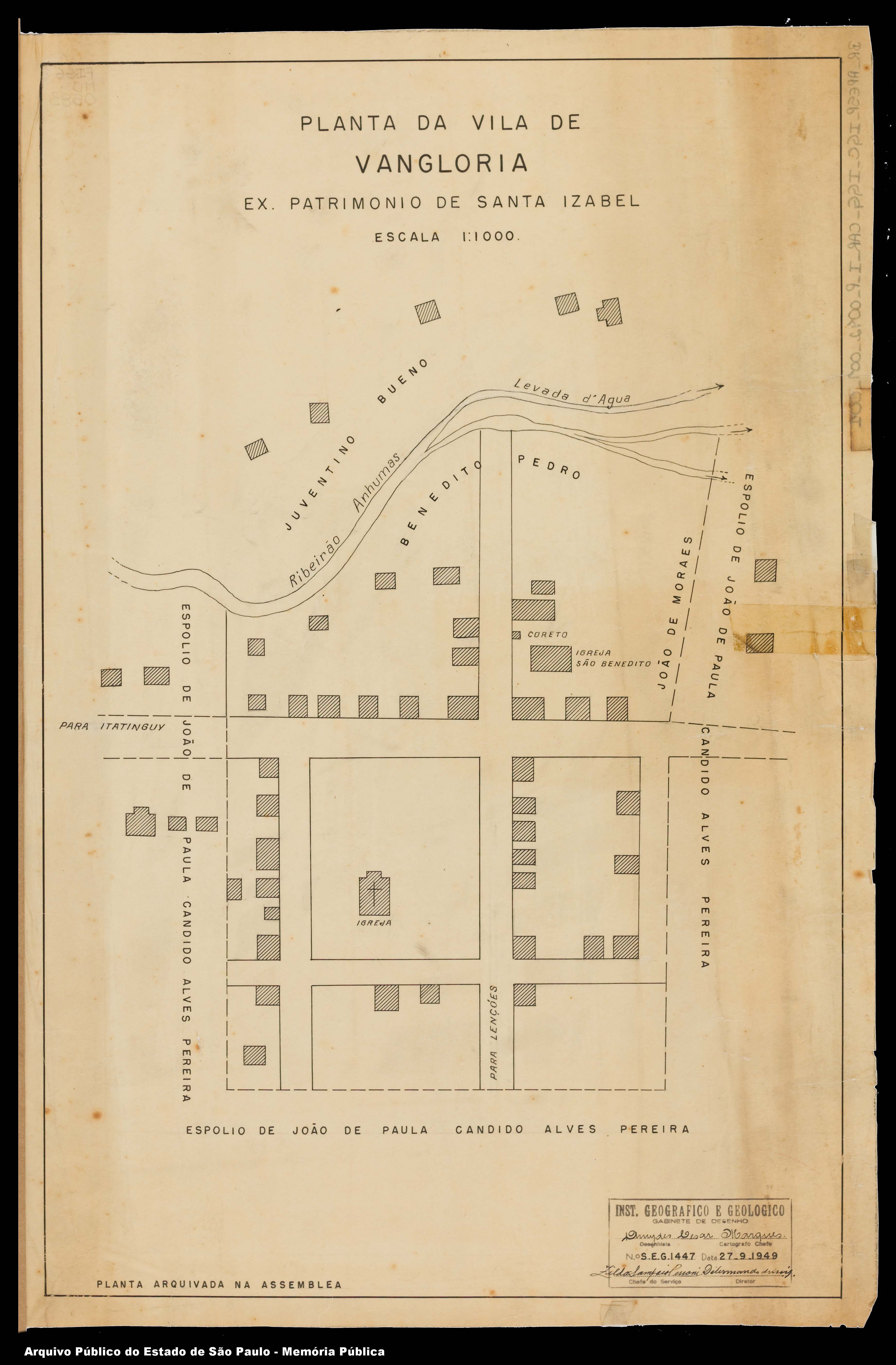
Planta da área urbana original.

Após incansáveis lutas de seus moradores, entre eles Manoel Moreno, Antônio Lourenço de Moura, Basílio Artur Mineto, Antônio Nunes Medeiros e outros, conseguiram a criação do distrito em 1948 após plebiscito entre a população, recebendo a denominação de Vanglória. A mudança de nome foi pelo fato de já existir no estado de São Paulo uma cidade com o nome de Santa Isabel.
A elevação à distrito, com a criação do cartório de paz, teve a colaboração do deputado estadual Dr. Euclides de Castro Carvalho, médico que residiu em Pederneiras.

### Formação administrativa
- Decreto nº 16.849 de 03/02/1947 - Cria, no distrito de Pederneiras, no município do mesmo nome, a 2.ª (segunda) Subdelegacia de Polícia, com sede na localidade conhecida por Vanglória[6].
- Distrito criado pela Lei n° 233 de 24/12/1948, com o povoado do mesmo nome mais terras do distrito sede de Pederneiras[7][8].

## Geografia

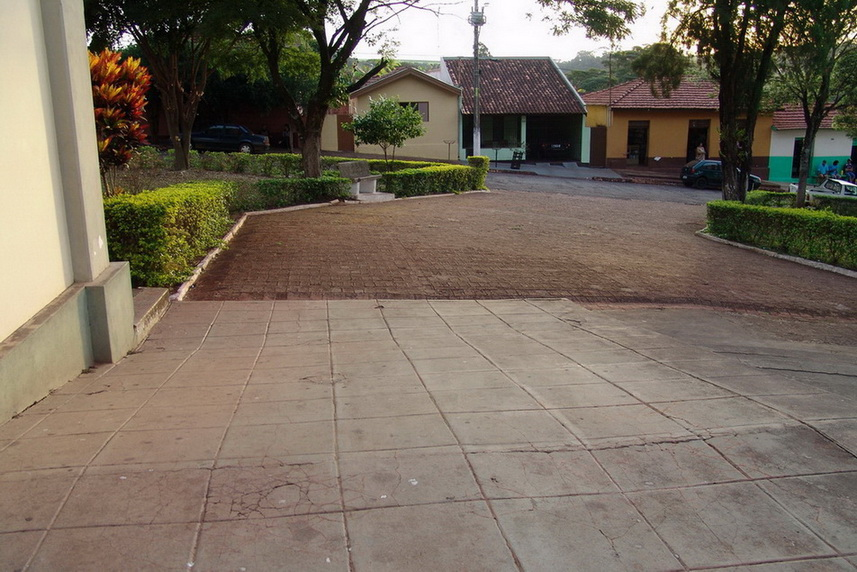
Aspecto local.

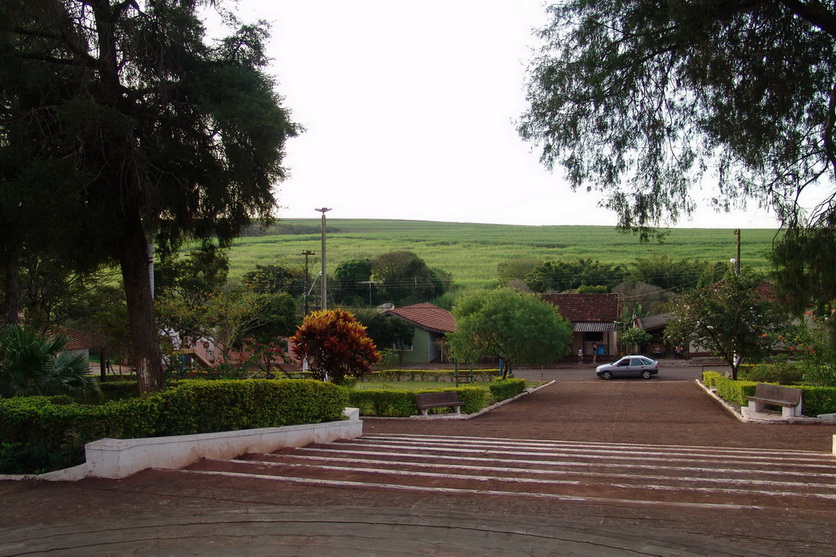
Aspecto local.

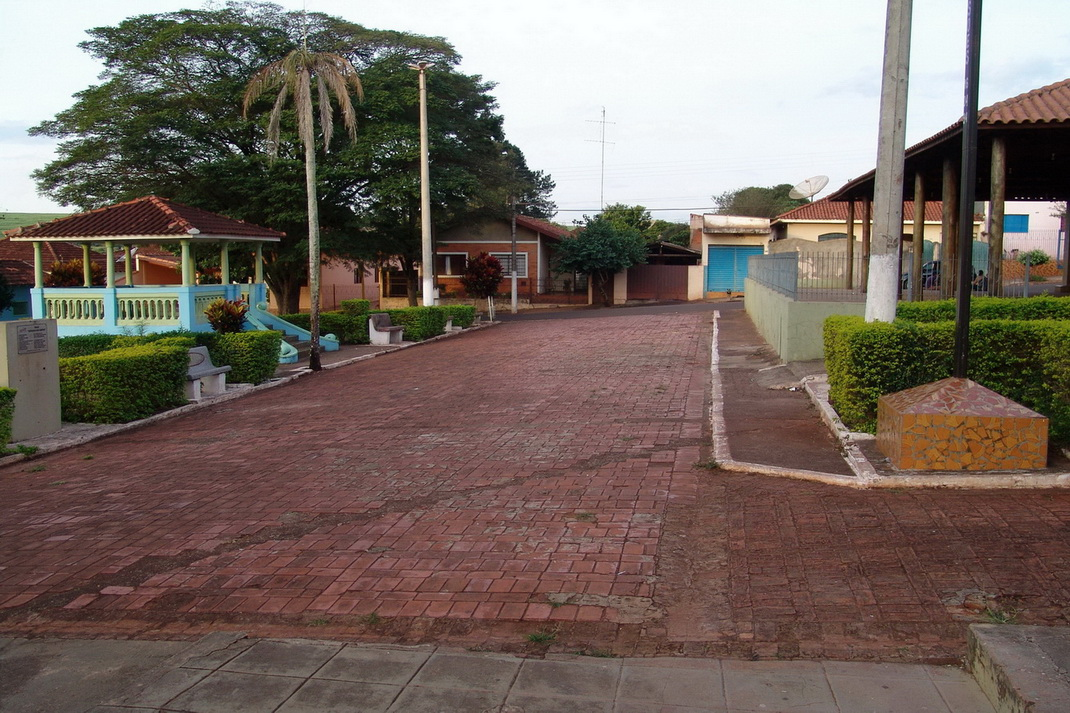
Aspecto local.

### Demografia

#### População urbana
| Crescimento população urbana | Crescimento população urbana | Crescimento população urbana | Crescimento população urbana |
| Censo                        | Pop.                         |                              | %±                           |
| ---------------------------- | ---------------------------- | ---------------------------- | ---------------------------- |
| 1950                         | 105                          |                              | —                            |
| 1960                         | 136                          |                              | 29,5%                        |
| 1970                         | 168                          |                              | 23,5%                        |
| 1980                         | 431                          |                              | 156,5%                       |
| 1991                         | 586                          |                              | 36,0%                        |
| 2000                         | 527                          |                              | −10,1%                       |
| 2010                         | 421                          |                              | −20,1%                       |
| Fonte: IBGE e Fundação SEADE |                              |                              |                              |

#### População total
Pelo Censo 2010 (IBGE) a população total do distrito era de 575 habitantes.

### Área territorial
A área territorial do distrito é de 69,702 km².

### Bairros
Em novembro de 2011 foi inaugurado no distrito o núcleo habitacional Luiz Vicente Minetto.

### Rodovias
Os principais acessos a Vanglória são as estradas vicinais que ligam o distrito à Rodovia Osni Mateus (SP-261) e à Rodovia Comandante João Ribeiro de Barros (SP-225). O distrito localiza-se a 13 km da sede do município.

## Serviços públicos

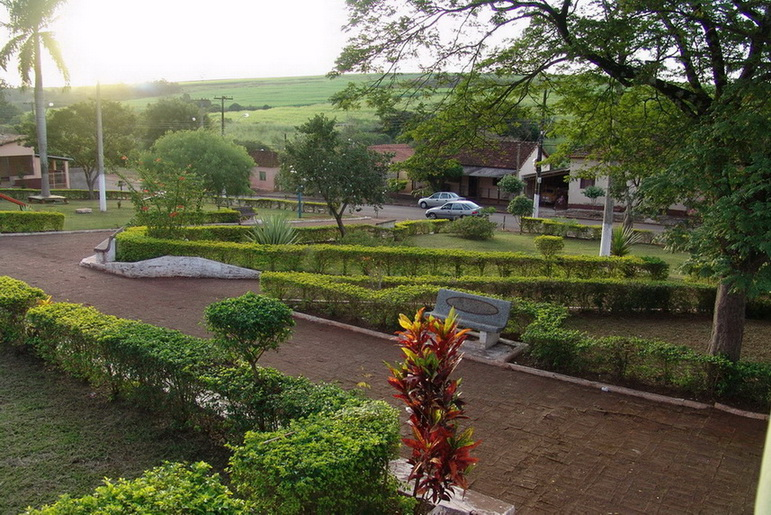
Praça.

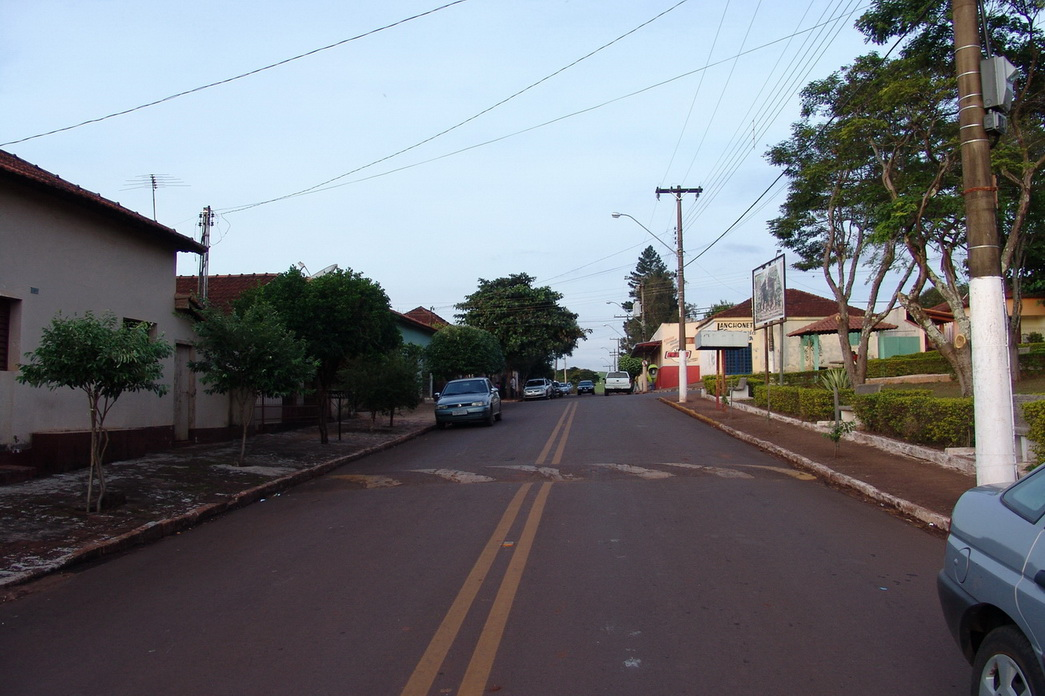
Aspecto local.

### Registro civil
Atualmente é feito na sede do município, pois o Cartório de Registro Civil das Pessoas Naturais do distrito foi extinto pelo  Tribunal de Justiça do Estado de São Paulo, e seu acervo foi recolhido ao cartório do distrito sede.

### Educação
Conta com uma escola municipal de ensino infantil e uma escola estadual (E.E. Maria José Cestari de Conti) de ensino fundamental. 

### Saneamento
O serviço de abastecimento de água é feito pela Companhia de Saneamento Básico do Estado de São Paulo (SABESP).

### Energia
A responsável pelo abastecimento de energia elétrica é a CPFL Paulista, distribuidora do Grupo CPFL Energia.

### Telecomunicações
O distrito era atendido pela Telecomunicações de São Paulo (TELESP) através da central telefônica de Pederneiras. Em 1998 esta empresa foi vendida para a Telefônica, que em 2012 adotou a marca Vivo para suas operações.

## Atividades econômicas
Sua economia é baseada no cultivo e corte da cana-de-açúcar (safra que começa em abril e se estende até novembro).

## Religião

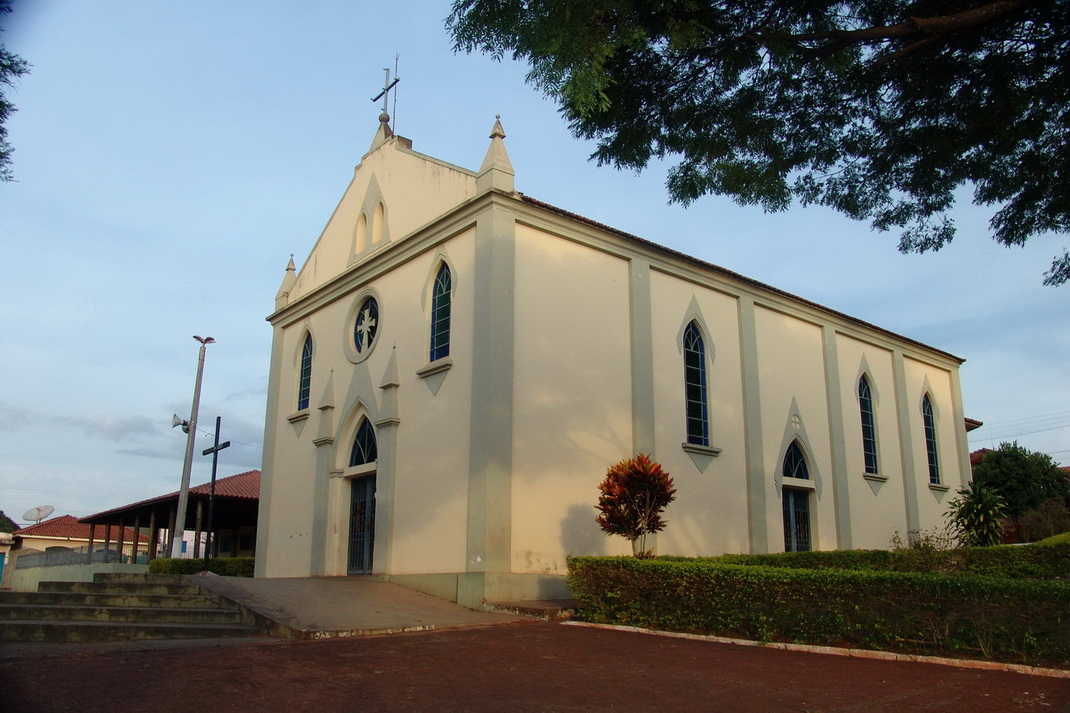
Igreja.

O Cristianismo se faz presente no distrito da seguinte forma:

### Igreja Católica
- Igreja de Santa Izabel, pertencente a paróquia de Nossa Senhora Aparecida (Pederneiras) - faz parte da Diocese de Bauru. No mês de dezembro o distrito comemora a quermesse em homenagem a sua padroeira, promovendo um grande festejo e atraindo pessoas de todas as cidades da região[21].

### Igrejas Evangélicas
- Congregação Cristã no Brasil[22].